# Esteban Espíndola
Esteban Ezequiel Espíndola Gómez (San Martín, 22 marzo 1992) è un ex calciatore argentino, di ruolo difensore.

## Caratteristiche tecniche
È un difensore centrale.